# Porträt einer Dame (Sandro Botticelli)
Das Porträt einer Dame ist ein Tafelbild des italienischen Künstlers Sandro Botticelli, das zwischen 1475 und 1480 entstanden ist. Botticelli war ein italienischer Künstler der Frühen Neuzeit und malte unter anderem idealisierte Bildnisse des florentinischen Adels.

## Material und Technik
Das Gemälde Porträt einer Dame wurde mit der Technik Tempera auf Pappelholz mit den Maßen 47,5 × 35 cm geschaffen. Durch das Format wirkt das Brustbildnis lebensgroß.

## Zuschreibung
Bis heute wird die Eigenhändigkeit Botticellis bei der Ausführung des Gemäldes in der Forschung diskutiert. Der italienische Kunsthistoriker Giovanni Morelli beschrieb es als Produkt des Meisters selbst, während Wilhelm von Bode, Kunsthistoriker und Leiter der Gemäldegalerie zu Berlin von 1890 bis 1905, das Gemälde als Werkstattarbeit bezeichnete.

## Beschreibung
Das Porträt zeigt das Profil einer jungen Frau, die sich in einem abgedunkelten Raum vor einem Fenster befindet. Die Ausstaffierung des Brustbildes und der verwendete idealisierte Frauentypus Botticellis zeigen, dass es sich um ein weibliches Idealbildnis handelt.
Die Dargestellte hat feminine Gesichtszüge, einen schlanken Hals, eine hohe Stirn und einen makellosen Teint. Sie besitzt eine aufwendig gestaltete Haarpracht mit Perlen und Bändern, die geflochtene Zöpfe zusammenhalten. Der prächtige Haarschmuck wird von Botticelli häufig in mythologischen Darstellungen von Nymphen verwendet. Sie trägt ein zeitgenössisches, rotes Kleid aus Baumwollsamt mit schwarzem Mieder und geschlitzten Ärmeln.

## Ikonographie
Wilhelm von Bode vermutete, dass es sich um ein Phantasiestück Botticellis handele, da der Maler immer wieder denselben idealisierten Frauentypus in den Darstellungen der Muttergottes und der Venus verwendete.

Die zarten Gesichtszüge werden häufig in allegorischen Porträtdarstellungen von Botticelli verwendet und galten als eine Idealvorstellung von Weiblichkeit. Erhalten sind drei weitere Versionen mit Abweichungen in Haartracht und Kleidung, die durch die Forschungen des Kunsthistorikers Aby Warburg mit Simonetta Vespucci verknüpft werden. Warburg erkannte in dem Gesicht der jungen Frau die Adlige Simonetta Vespucci, die zu der Zeit als schönste Frau von Florenz galt.
„Es zeigte vermutlich Simonetta Vespucci, deren Schönheit auch der Dichter Angelo Poliziano rühmte. Nach ihrem tragischen frühen Tod blieb Simonetta neben Dantes Beatrice und Petrarcas Laura als Ideal tugendhafter Schönheit in Erinnerung.“
Das Weibliche Idealbildnis um 1480 von Botticelli zeigt Simonetta Vespucci in der mythologischen Verkleidung einer Nymphe mit dem Cameo-Anhänger der Medici-Familie. Das Weibliche Idealbildnis ist ein überlebensgroßes Tafelbild mit den Maßen 82 × 54 cm und wird in der Sammlung Alte Meister im Frankfurter Städel Museum gezeigt.
Die neuere Forschung behandelt das Tafelbild eher als ein Idealbildnis einer Frau und nicht als eine tatsächliche Porträtaufnahme der Simonetta Vespucci.

## Provenienz
Das Gemälde dürfte, wie auch Botticellis Primavera und Geburt der Venus, eine Auftragsarbeit für Lorenzo di Pierfrancesco de’ Medicis Villa di Castello gewesen sein und eine Hommage an die Liebe von Giuliano di Piero de’ Medicis zu Simonetta Vespucci, deren Gesicht es vermutlich darstellt.
Das Porträt einer Dame wurde 1875 aus dem Palazzo Medici Riccardi von dem Kunsthändler Stefano Bardini in Florenz für die Gemäldegalerie zu Berlin erworben. Es wurde damals mithilfe eines weiteren Porträts der Simonetta Vespucci identifiziert, das Giorgio Vasari in seiner Vita Botticelli erwähnte.